# Samuel Wilks
Samuel Wilks   (Little Elm, 17 de juny de 1906 - Princeton, 7 de març de 1964) va ser un matemàtic nord-americà que va tenir un important paper en el desenvolupament de l'estadística matemàtica, especialment pel que fa a les seves aplicacions pràctiques.
Nascut a Little Elm (Texas) i criat en una granja, Wilks va estudiar a la Iowa State University, on va obtenir el seu doctorat sota la direcció de Everett F. Lindquist. La seva tesi tractava dels problemes de les mesures estadístiques en l'educació i va ser publicat al Journal of Educational Psychology. El 1933 Wilks es va convertir en un instructor de matemàtiques a la Universitat de Princeton i en 1938 va assumir la direcció editorial de la revista Annals of Mathematical Statistics en lloc de Harry Carver. Wilks va reunir un consell assessor de la revista que incloïa figures molt importants en Estadística i Probabilitat, entre ells Ronald A. Fisher, Jerzy Neyman i Egon Pearson.
El 1944 Wilks va ser nomenat professor de matemàtiques i director de la Secció d'Estadística Matemàtica a Princeton i el 1958 es va convertir en President de la Divisió de Matemàtiques de la universitat. Va ser reconegut pels seus treballs sobre estadística multivariant. També va treballar en la “unit-weighted regression”, una versió simplificada i robusta de la regressió múltiple en la que només s'estima el terme independent i va comprovar que, en una àmplia varietat de condicions, gairebé tots els conjunts de pesos produeixen conjunts que estan altament correlacionats, un resultat que ha estat batejat com el teorema de Wilks.
Des de l'inici de la seva carrera, Wilks va promoure una gran dedicació i un enfocament cap a les aplicacions pràctiques del camp, cada vegada més abstracte, de l'estadística matemàtica. Va influir en molts altres investigadors, sobretot en John Tukey, amb idees similars. Basant-se en la seva tesi doctoral Wilks va treballar amb l'Educational Testing Service en el desenvolupament de les proves estandarditzades com ara les SAT que han tingut una gran repercussió en l'educació nord-americana. També va treballar amb Walter Shewhart en les aplicacions estadístiques en el control de qualitat de la fabricació.
Durant la Segona Guerra Mundial va ser consultor de l'Oficina de Recerca Naval. Tant durant la guerra com després va tenir una gran influència en l'aplicació dels mètodes estadístics a tots els aspectes de la planificació militar.
Wilks va morir el 1964 a Princeton.
L'Associació Americana d'Estadística va crear el Samuel Wilks Memorial Award en honor seu.